# Somatogyrus humerosus
Somatogyrus humerosus е вид коремоного от семейство Hydrobiidae. Видът е критично застрашен от изчезване.